# Выход толстого дракона
«Выход толстого дракона» (иер. трад. 肥龙过江, кант.-рус.: Фэй лун куо кон, англ. Enter the Fat Dragon) — гонконгский фильм, режиссёром и исполнителем главной роли в котором выступил Саммо Хун.

## Сюжет
Вон Лун — свиновод и поклонник Брюса Ли, который хочет пойти по его стопам, но у него не получается, и его высмеивают. Он отправляется в город, чтобы заработать на жизнь, устроившись в ресторане своего дяди. Однако и у дяди есть свои проблемы — местная банда мешает дяде работать. Вон Лун не упускает шанс проявить себя и нападает на бандитов, победив их и защитив ресторан. Вскоре он становится официантом и узнаёт о заговоре тех же бандитов, которые задумали похитить женщину, с которой он работает. В конце концов он снова побеждает бандитов и становится героем.

## В ролях
| Актёр      | Роль           |
| ---------- | -------------- |
| Саммо Хун  | Вон Лун        |
| Ли Хе Сук  | Хо Муйчань     |
| Энки Лау   | Сиумэй         |
| Лук Чхюсэк | Тхай Чикоу     |
| Лён Каянь  | кунгфуист Пака |
| Ло Куокфай |                |
| Лэй Хойсан | каратист Пака  |
| Фун Хаконь | Лау Кхуайтхай  |
| Дэвид Ник  | боксёр Пака    |
| Фун Фун    | Чён Фэйхун     |
| Питер Ян   | профессор Пак  |
| Рой Цяо    | дядя Кау       |
| Мег Лам    | Пат Че         |

## Съёмочная группа
- Компания: H.K. Fong Ming Motion Picture Co. Ltd.
- Продюсер: Флоренс Ю
- Режиссёр: Саммо Хун
- Сценарист: Ни Куан[англ.]
- Ассистент режиссёра: Эрик Цан
- Постановка боевых сцен: Саммо Хун, Фун Хакъон, Хуан Ха[кит.]
- Монтажёр: Чён Куок-кхюнь
- Грим: Чань Куокхун
- Оператор: Рики Лау
- Композитор: Фрэнки Чань[англ.]

## Название
Английское название фильма «Enter the Fat Dragon» является ссылкой на фильм с Брюсом Ли «Выход дракона» («Enter the Dragon»). Китайский же вариант, «肥龍過江» («Толстый дракон переправляется через реку»), связан с другим фильмом с Ли, «猛龍過江» («Свирепый дракон переправляется через реку»).